# Therapeutisch paardrijden

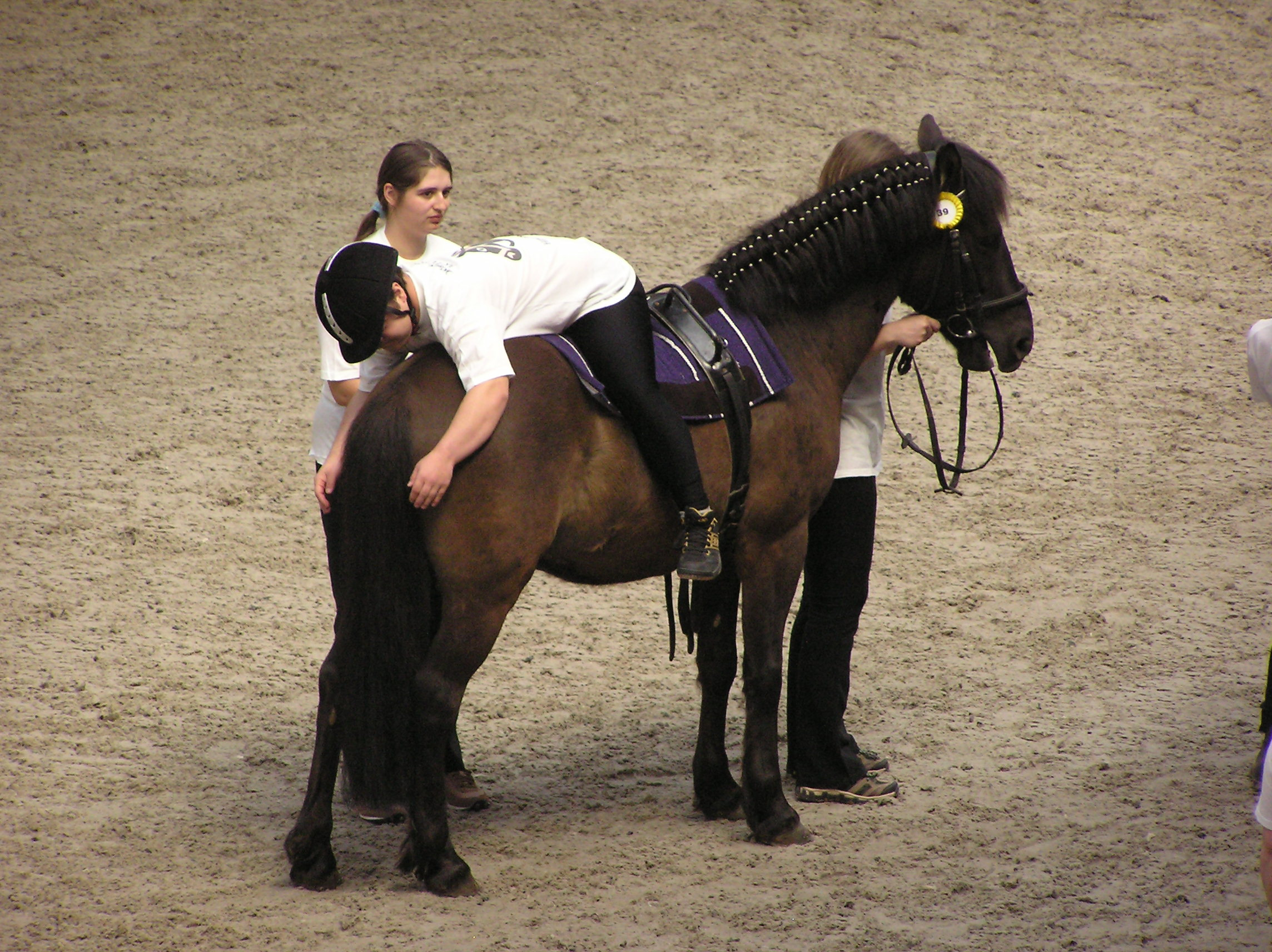
Therapeutisch paardrijden

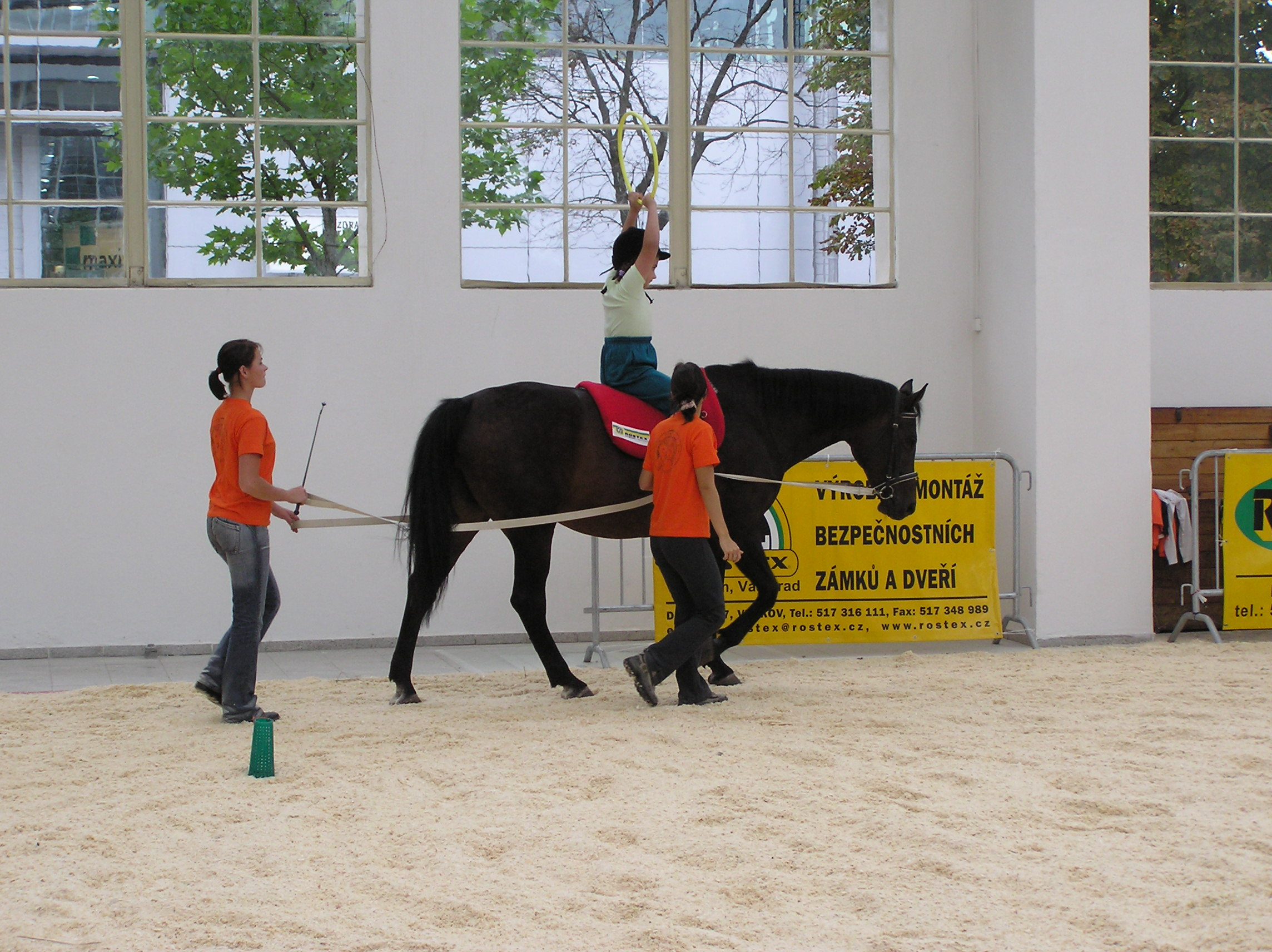
Therapeutisch paardrijden

Therapeutisch paardrijden of therapeutisch rijden (Engels: equine-assisted therapy, EAT of equine-assisted activity, EAA) is het therapeutisch en orthopedagogisch werken met het paard als partner, om mee te helpen aan een verbetering van de levenskwaliteit van kinderen en volwassenen met specifieke noden. Er wordt doelgericht gewerkt aan problemen van fysieke, psychische, orthopedagogische en sociale aard. De behandeling maakt deel uit van een breder revaliderend of therapeutisch behandelplan voor de cliënt.
Er zijn verschillende vormen van therapie met behulp van paarden, die echter alle onder therapeutisch paardrijden kunnen worden samengevat. Wereldwijd zijn er echter ook vele andere benamingen in gebruik. Enkele termen zijn hippotherapie (therapeutisch paardrijden met lichamelijke behandeldoelen) en equitherapie (zowel psychische als lichamelijke behandeldoelen).
Er zijn diverse theoretische concepten gepubliceerd rond verschillende aspecten van het therapeutische en pedagogische uitwerking van het paard. Na verloop van tijd zijn de concepten door een intensieve uitwisseling naar elkaar toe gegroeid en gezamenlijk verder ontwikkeld. Het gangbare model werd ontwikkeld in Duitstalig Europa, maar ook in de Engelstalige landen hebben zich allerlei therapievormen ontwikkeld.

## Geschiedenis
De eerste geschreven bronnen over het genezend effect van paardrijden gaan terug tot Hippocrates van Kos, ca. 460 v.chr. Rond dezelfde tijd publiceerde Xenophon zijn boeken over het omgaan met en de opleiding van rijpaarden, die later de basis zouden vormen van de klassieke rijkunst. Hippocrates waardeerde in het rijden vooral de combinatie van ontspanning van de spieren en het bevorderen van een rechte lichaamshouding. Hij was ook de eerste die het genezend ritme van het rijden beschreef. Beide factoren spelen ook een belangrijke rol in het huidig therapeutisch rijden. Xenophon is belangrijk vanwege zijn verwijzingen naar de pedagogische werking die uitgaat van de omgang met het paard. Bovendien is de hippische basis van de equitherapie geënt op de klassieke rijcultuur.
In de late middeleeuwen en het begin van de renaissance werd ook verwezen naar het rijden in relatie tot zijn genezende of gezondheidsbevorderende werking door Hieronymus Mercurialis in zijn werk De Arte Gymnastica. Vanaf de 16e eeuw werden overigens regelmatig vaststellingen genoteerd van geneesheren over de genezende werking van paardrijden.
Begin 20e eeuw publiceerde de arts R. Pieckenbach als eerste een verhandeling waarin het paardrijden op doktersvoorschrift werd aanbevolen: Der Einfluss des Reitsports auf den Menschlichen Organismus (1909). De genezing van de Deense dressuuramazone Lies Hartel in de jaren 1950, die door polio getroffen werd en met de hulp van het paard revalideerde en vervolgens opnieuw spectaculaire sportprestaties neerzette, was een belangrijk ijkpunt. Er volgde in de jaren 1970 een echte hype in het therapeutisch paardrijden, in de psychosomatische geneeskunde, de (jeugd)psychiatrie en de psychotherapie. In de jaren 1980 verschenen er zo'n 500 Duitstalige publicaties over de meest uiteenlopende aspecten van het therapeutisch rijden.

## Rol van het paard
Het paard wordt in de behandeling gezien als medium binnen een therapeutisch proces. Het (leren) paardrijden is bij therapeutisch paardrijden niet het doel van de interventie, maar kan eruit volgen. De relatie mens-dier, de omgang en het contact met het paard, het berijden, de bewegingsimpulsen en de symboliek van het paard kunnen worden ingezet om de verschillende behandeldoelen te bereiken.

## Voorwaarden
Verantwoorde therapeutische behandelingen met paarden voldoen aan een aantal voorwaarden:
- uitvoering door voor dit werk opgeleide en gediplomeerde therapeuten/orthopedagogen
- een aangepaste omgeving
- een verantwoord handelen volgens de beroepsethiek van de therapeut
- een aangepaste infrastructuur
- een optimaal veiligheids- en risicomanagement
- geschikte, gezonde en goed getrainde paarden.

## Equitherapie
De term equitherapie werd eind jaren 1980 in Nederland ingevoerd door Ulrike Thiel. Zij richtte in 1999 de Nederlandse Stichting Helpen met Paarden- Equitherapie (SHP-E(NL)) op om het concept van het therapeutisch paardrijden in Nederland te introduceren en equitherapeuten op te leiden. Deze opleiding is niet officieel erkend. De basis van equitherapie in zijn huidige vorm, is de afgelopen vijftig jaar grotendeels gelegd in Duitsland, Zwitserland en Oostenrijk, onder meer in het werk van Barbara Kluwer, Rebecca Stoffl, Ulrike Thiel e.a. en de uitgaven van het Duits Curatorium voor therapeutisch Rijden.

## Kritiek
De belangrijkste kritiek op therapie met paarden, waaronder equitherapie, is dat de effecten onvoldoende zijn aangetoond en de visies niet wetenschappelijk onderbouwd zijn. De beschrijvingen en onderzoeken zijn gedaan door enthousiaste aanhangers en paardenliefhebbers, maar de theorieën (bijvoorbeeld over regressie) zijn dikwijls achterhaald of gebaseerd op intuïtie. Dit geldt voor de meeste therapieën met dieren. Specifiek voor hippotherapie geldt dat geen enkele vorm voldoende is onderzocht: de proefgroepen zijn klein en controlegroepen ontbreken bijna steeds. Voor geen enkele indicatie is het effect voldoende aangetoond.

### Nederland
- Federatie Paarden Gehandicapten
- Nederlandse Stichting Helpen met Paarden – Equitherapie